# Comuna Lîmanî, Berezanka
Lîmanî (în ucraineană Лимани) este o comună în raionul Berezanka, regiunea Mîkolaiiv, Ucraina, formată din satele Lîmanî (reședința) și Viktorivka.

## Demografie
Componența lingvistică a comunei Lîmanî
     Ucraineană (91,82%)
     Rusă (6,11%)
     Română (1,69%)
     Alte limbi (0,09%)
Conform recensământului din 2001, majoritatea populației comunei Lîmanî era vorbitoare de ucraineană (91,82%), existând în minoritate și vorbitori de rusă (6,11%) și română (1,69%).